# Последнее метро
«После́днее метро́» (фр. Le Dernier Métro) — историческая драма 1980 года с Катрин Денёв и Жераром Депардьё в главных ролях. Второй фильм задуманной Франсуа Трюффо трилогии о сценических видах искусств (кино, театр, мюзикл), которая была начата фильмом «Американская ночь» (1973). Это самый успешный во французском прокате фильм Трюффо. Лауреат десяти премий «Сезар».

## Сюжет
Действие происходит во время нацистской оккупации Парижа. Последнее метро — зримый символ театрального мира, тот поезд, на котором во время оккупации разъезжалась по домам парижская театральная богема. Опоздание на поезд по окончании спектакля означало нарушение комендантского часа. Почти всё действие фильма сосредоточено в пределах одного из театров. Из этого тесного мирка, где все знакомы друг с другом, режиссёр бросает взгляд на судьбу Франции в военные годы.
Одному из самых талантливых режиссёров столицы, Люка Штайнеру (Хайнц Беннент), грозит перемещение в концентрационный лагерь, так как он еврей. Поэтому он сбежал из Парижа в первые дни оккупации. Но это официальная версия. На самом деле Люка прячется от нацистов в подвале своего театра на Монмартре, в этом ему помогает его супруга, одна из известнейших актрис своего времени Марион (Катрин Денёв), взявшая на себя обязанности директора в это нелёгкое время. По вечерам через потайной люк она спускается в каморку мужа, тщательно спрятанную среди склада старых декораций. Для того, чтобы театр жил — Марион готовит премьеру новой пьесы, при этом никто не догадывается, что истинным автором постановки является Люка, которому Марион организовала радиотрансляции от микрофона на сцене до приёмника в подвале. Люка сообщает свои идеи Марион, а она в свою очередь — приглашённому режиссёру, который постепенно начинает верить в то, что до всего додумался сам. В качестве партнёра Марион по спектаклю из «Гран-Гриньола» в театр приходит многообещающий актёр Бернар Гранже (Жерар Депардьё). Между тем театром пытается завладеть беспринципный коллаборационист Даксиа.

## Стиль
Однажды Трюффо и Жак Риветт брали интервью у своего кумира Жана Ренуара, который рассказал им о съёмках одного из своих последних фильмов, «Золотая карета», посвящённый жизни актёров комедии дель арте. Так же, как последнее метро в фильме Трюффо, золотая карета у Ренуара воплощала мир лицедейства. И так же, как Трюффо, Ренуар был вынужден в своём фильме о театре пойти на уступки законам театрального жанра.
Оператор Нестор Альмендрос в автобиографии вспоминает, что на съёмочной площадке было запрещено открывать окна. Тесные, плохо освещённые помещения, в которых происходит действие, были призваны создавать у зрителя чувство клаустрофобии, созвучное тому, что должны были испытывать загнанные в подполье герои.
Перед началом съёмок Трюффо изучал фильмы сороковых годов. Он просил съёмочную группу добиться стилизации под картины начала десятилетия, снятые в Третьем рейхе на цветной плёнке Agfacolor (как например «Золотой город»). Исходя из этой установки, подбирались костюмы и декорации, играющие бархатистыми оттенками охры. С целью получения приглушённой цветовой гаммы оператор и режиссёр даже рассматривали возможность использования плёнки советского производства.

## В ролях
- Жерар Депардьё — Бернар Гранже
- Катрин Денёв — Марион Штайнер
- Жан Пуаре[англ.] — Жан-Лу Коттен
- Андреа Ферреоль — Арлетт Гильом
- Полетт Дюбо — Жермен Фабре
- Жан-Луи Ришар — критик Даксиа
- Хайнц Беннент — Люка Штайнер
- Морис Риш — Раймон Борсье
- Сабин Одепен — Надин Марсак
- Ришар Боринже — гестаповец

## Критика
Успех фильма у публики насторожил высоколобых критиков. Режиссёра упрекали в стремлении угодить самым непритязательным зрителям, в поверхностности его ностальгического взгляда на военное время. Тема утаивания и укрывательства настолько заглублена в структуру «Последнего метро», что критик Дэйв Кер увидел в этом метафору творческого бессилия режиссёра, его ухода от реальности: «Временами создаётся впечатление, что весь фильм — о причинах собственной бессодержательности».

## Награды и номинации

### Награды
- 1981. Премия «Сезар»
  - Лучшая мужская роль — Жерар Депардьё
  - Лучшая женская роль — Катрин Денёв
  - Лучший фильм — Франсуа Трюффо
  - Лучшая операторская работа — Нестор Альмендрос
  - Лучшая режиссура — Франсуа Трюффо
  - Лучший сценарий — Сюзанн Шиффман, Франсуа Трюффо
  - Лучшая оригинальная музыка — Жорж Делерю
  - Лучшая работа художника-постановщика — Жан-Пьер Кохут-Свелко
  - Лучший звук
  - Лучший монтаж
- 1981. Премия Давида ди Донателло
  - Лучшая иностранная актриса — Катрин Денёв

### Номинации
- 1981. Премия «Оскар»
  - Лучший фильм на иностранном языке
- 1981. Премия «Сезар»
  - Лучшая мужская роль второго плана — Хайнц Беннент
  - Лучшая женская роль второго плана — Андреа Ферреоль
- 1981. Премия «Золотой глобус»
  - Лучший фильм на иностранном языке